# Cardiastethus fulvescens
Cardiastethus fulvescens är en insektsart som först beskrevs av Walker 1872.  Cardiastethus fulvescens ingår i släktet Cardiastethus och familjen näbbskinnbaggar. Inga underarter finns listade i Catalogue of Life.